# Ficus saussureana
Ficus saussureana là một loài thực vật có hoa trong họ Moraceae. Loài này được DC. mô tả khoa học đầu tiên năm 1841.